# Dipodini
Dipodini – plemię gryzoni z podrodziny skoczków (Dipodinae) w obrębie rodziny skoczkowatych (Dipodidae).

## Rozmieszczenie geograficzne
Plemię obejmuje gatunki występujące na stepach i półpustyniach Afryki i Eurazji.

## Systematyka
Do plemienia skoczków zalicza się następujące występujące współcześnie rodzaje:
- Dipus E.A.W. von Zimmermann, 1780 – skoczek
- Chimaerodipus Shenbrot, A.A. Bannikova, Giraudoux, Quéré, Raoul & Lebedev, 2017 – jedynym przedstawicielem jest Chimaerodipus auritus Shenbrot, A.A. Bannikova, Giraudoux, Quéré, Raoul & Lebedev, 2017
- Stylodipus G.M. Allen, 1925 – chyżoskoczek
- Eremodipus Vinogradov, 1930 – pustelniczek – jedynym żyjącym współcześnie przedstawicielem jest Eremodipus lichensteini (Vinogradov, 1927) – pustelniczek wydmowy
- Jaculus Erxleben, 1777 – podskoczek

Opisano również rodzaje wymarłe:
- Jaculodipus Zazhigin & Lopatin, 2001[25] – jedynym przedstawicielem był Jaculodipus yavorensis Zazhigin & Lopatin, 2001
- Mynsudipus Kordikova, Heizmann & De Bruijn, 2004[26] – jedynym przedstawicielem był Mynsudipus ustjurtensis Kordikova, Heizmann & De Bruijn, 2004
- Plioscirtopoda Gromov & Schevtchenko, 1961[27]